# Pin (Navia de Suarna)
Pin (llamada oficialmente Santa María de Pin) es una parroquia española del municipio de Navia de Suarna, en la provincia de Lugo, Galicia.

## Organización territorial
La parroquia está formada por cinco entidades de población:
- Mazaira
- Pin de Abaixo
- Pin de Arriba
- Vila
- Vilagoncide

## Demografía
| Gráfica de evolución demográfica de Pin entre 2000 y 2020 |
|                                                           |
| Datos según el nomenclátor publicado por el INE.          |